# Orthochaetes setiger
Orthochaetes setiger é uma espécie de insetos coleópteros polífagos pertencente à família Curculionidae.
A autoridade científica da espécie é Beck, tendo sido descrita no ano de 1817.
Trata-se de uma espécie presente no território português.